# Oxinasphaera kensleyi
Oxinasphaera kensleyi är en kräftdjursart som beskrevs av Bruce1997. Oxinasphaera kensleyi ingår i släktet Oxinasphaera och familjen klotkräftor. Inga underarter finns listade i Catalogue of Life.